# The Amazing Spider-Man (filme)
The Amazing Spider-Man (bra: O Espetacular Homem-Aranha; prt: O Fantástico Homem-Aranha) é um filme americano de 2012, dos gêneros ação, aventura e fantasia, dirigido por Marc Webb, com roteiro de James Vanderbilt, Alvin Sargent e Steve Kloves baseado no personagem Homem-Aranha, criado por Stan Lee e Steve Ditko. Uma sequência foi lançada em 2014 chamada The Amazing Spider-Man 2: Rise of Electro.
Este é o oitavo filme da série de filmes Homem-Aranha, também sendo um reinício da série cinematográfica, sendo completamente independente da trilogia anterior dirigida por Sam Raimi.
Lançado em 3 de julho de 2012 nos Estados Unidos, tem no elenco Andrew Garfield como Peter Parker / Homem-Aranha, Emma Stone como Gwen Stacy e Rhys Ifans como o Dr. Curt Connors / Lagarto. O filme segue Parker enquanto ele desenvolve seus poderes na Oscorp e tenta desvendar a verdade sobre seus pais.
Em 2015, a Sony Pictures fez um acordo com a Marvel Studios, rebootando a série de filmes The Amazing Spider-Man, com Tom Holland interpretando Peter Parker no Universo Cinematográfico Marvel, de Captain America: Civil War (2016), Avengers: Infinity War (2018) e Avengers: Endgame (2019) como personagem secundário, até uma trilogia iniciada em Spider-Man: Homecoming (2017), Spider-Man: Far From Home (2019) e Spider-Man: No Way Home (2021).

## Elenco e personagens
- Andrew Garfield como Peter Parker / Homem-Aranha: Um adolescente lutando para encontrar seu lugar na vida desde que seus pais desapareceram quando ele era criança. Uma aranha morde-o na parte de trás do pescoço, dando-lhe poderes de aranha, então ele se torna Homem-Aranha.[8] Garfield descreveu Parker como alguém com quem ele pode se relacionar e declarou que o personagem tinha sido uma influência importante sobre ele desde que ele era pequeno.[9] Garfield tirou de suas experiências de vida como inspiração para o papel, revelando: "Eu estava pensando na minha história e pensando no garoto na escola que eu não era tão forte quanto, que se comportou mal para muitas pessoas, inclusive eu, e com quem eu constantemente tentava resistir, mas nunca tive a proeza física".[10] Ao falar sobre o seu antecessor, Garfield disse que ele respeita Tobey Maguire como ator e que, quando viu pela primeira vez Maguire com o Homem-Aranha, ele foi surpreendido por sua interpretação.[10] Ao aceitar o papel, Garfield explicou: "Eu vejo isso como um enorme desafio de muitas maneiras... para torná-lo autêntico. Para tornar o personagem vivo e respirar de uma nova maneira. O público já tem um relacionamento com muitas encarnações diferentes do personagem. Eu também. Provavelmente vou ser o cara do cinema gritando abusos contra mim mesmo. Mas eu tenho que deixar isso ir. Sem voltar atrás".[11] Depois de assumir o papel, Garfield estudou os movimentos de atletas e tentou incorporá-los, dizendo que Parker é um "menino / aranha" em termos de como ele se move.[12] Ele fez ioga e pilates para ser o mais flexível possível.[13] Ao vestir pela primeira vez seu traje, Garfield admitiu derramar lágrimas e tentar imaginar "um melhor ator no terno", que ele descreveu como desconfortável, e admitiu não usar nada abaixo pois para ele é estressante.[14] Ao filmar Garfield explicou que ele teve quatro meses de treinamento e descreveu seus papéis físicos em acrobacias como terrivelmente desafiadores e exaustivos.[15]
- Emma Stone como Gwen Stacy: Uma colega de classe do ensino médio e interesse amoroso de Peter, uma garota inteligente e carismática que é a principal estagiária da Oscorp. Stone sentiu que tinha a responsabilidade de se educar sobre o Homem-Aranha, admitindo que não havia lido os quadrinhos e que na sua experiência com os filmes da trilogia de Sam Raimi, sempre assumiu que Mary Jane foi o primeiro amor de Peter, e disse ter ficado familiarizada com a representação de Bryce Dallas Howard em Homem-Aranha 3.[16][17] Stone disse: "Há uma parte de mim que realmente quer agradar as pessoas que amam o Homem-Aranha ou Gwen Stacy e querem que ela seja justa. Espero que me deem licença para interpretá-la no meu caminho".[18]
- Rhys Ifans como Dr. Curtis Connors / Lagarto: Uma das principais mentes científicas da Oscorp que tenta criar um soro de regeneração revolucionário para ajudar a regenerar os membros e os tecidos humanos. Algo corre mal, e ele se transforma no monstro conhecido como Lagarto. Ifans disse que seu personagem passa a maior parte do filme como humano. Para se tornar o réptil de 9 pés de altura, Ifans precisava usar um terno CGI. Inicialmente, um grande dublê-duplo foi usado como suporte para o papel, mas o ator insistiu em retratar o personagem transformado. Ifans disse que ele também expressava o homem-besta, explicando: "Tenho certeza de que a voz será tocada nas eventuais edições, mas quando eu estava filmando os momentos CGI, quando eu não era realmente humano, quando eu era o Lagarto, eu parecia um manequim de teste de colisão em um leotard verde. Houve muitos momentos em que tive que falar com Andrew Garfield e Emma Stone como Lagarto".[19]
- Denis Leary como George Stacy: O pai de Gwen e o capitão do Departamento de Polícia da Cidade de Nova Iorque que caçam tanto o Homem-Aranha como o Lagarto por desconfiança. O diretor Marc Webb disse que Leary "tem essa atitude, mas você o ama. Neste filme, George Stacy pressiona Peter Parker. Ele está no caso de Homem-Aranha, mas você o entende".[20]
- Irrfan Khan como Dr. Rajit Ratha: Um executivo da Oscorp, o superior imediato de Connors. Khan descreveu como esse "papel fundamental" depois de aparecer na série de drama de TV In Treatment. Webb descreveu-se como um fã do ator ao assistir a série junto com os filmes The Namesake e The Warrior. Khan disse que não estava interessado no projeto no início, mas que seus filhos estavam entusiasmados com isso e insistiram em assumir o papel.[21]
- Martin Sheen como Ben Parker: O tio de Peter. Sheen descreveu seu personagem como um pai substituto, dizendo: "Estou lidando com esse adolescente que está tendo problemas com as mudanças, com os hormônios mudando e se saindo da mão. Eu tenho que dar-lhe as ordens de marcha e assim por diante".[22]
- Sally Field como May Parker: A esposa de Ben Parker e a tia de Peter. O diretor Marc Webb sentiu que "quando você lança alguém como Sally, eles vêm com um certo nível de consciência e um verdadeiro e genuíno carinho, que para a tia May é uma coisa incrivelmente importante". Webb disse que enquanto "todos amamos a tia May", ele queria criar uma tensão entre May e Peter: "(..) Isso pode criar alguma tensão, mas você quer que haja amor lá.[23][24]
- Chris Zylka como Flash Thompson: Um valentão do ensino médio que também é o capitão da equipe de basquete Midtown Science High. Ao receber o papel, Zylka disse: "Você apenas tenta se concentrar. Como artista ou como ator, você apenas tenta se concentrar e permanecer nesse mundo e bloquear tudo".[25]

Além disso, Campbell Scott e Embeth Davidtz retratam os pais de Peter, são eles, Richard Parker e Mary Parker. Hannah Marks retrata Missy Kallenback, uma menina impopular que tem uma paixão por Peter. Leif Gantvoort interpreta o ladrão que rouba a loja de conveniência. O breve papel de Kelsey Chow é simplesmente creditado como "Hot Girl" durante os créditos finais do filme, mas a atriz revelou aos meios de comunicação em torno do tempo de lançamento do filme que seu personagem é de fato Sally Avril. Da mesma forma, o personagem de C. Thomas Howell é creditado como "Pai de Jack" no final do filme (Jack sendo um menino que o Peter Parker resgata na Ponte de Williamsburg), mas ele é chamado de Troy por um de seus companheiros de construção no próprio filme. Em 2011 no Dallas Comic Con, Lee detalhou que ele interpreta um bibliotecário ouvindo música em seus fones de ouvido enquanto estampa livros, inconscientes da batalha em curso. Ao contrário dos filmes anteriores, J. Jonah Jameson não aparece. O co-criador do Homem-Aranha, Stan Lee, tem uma aparência aparente, como fez nos filmes anteriores. Michael Massee interpreta o homem misterioso nas sombras que fala com Connors em sua cela na prisão durante os créditos finais. Quanto à identidade do homem, o diretor Webb disse: "É intencionalmente misterioso. E convido especulação ...". Em O Espetacular Homem-Aranha 2, o personagem foi revelado como Gustav Fiers. Michael Papajohn, que interpretou o assassino do tio Ben no filme de 2002, tem um cameo como Alfred, o piloto da limusina do Dr. Ratha. Kari Coleman, Charlie DePew, Skyler Gisondo e Jacob Rodier retratam a família Stacy: Helen, Philip, Howard e Simon, respectivamente.

## Temas e análise
O diretor Marc Webb descreveu o filme como "a história de um garoto que cresce buscando pelo pai e descobre a si mesmo". Tanto Andrew Garfield quanto Marc Webb descreveram Peter Parker como um solitário por escolha, alguém difícil de se aproximar por ter sido abandonado: "É isso que ele tem para se proteger. Ele foi abandonado uma vez, não quer que aconteça novamente. É difícil se aproximar dele". Em comparação ao que o personagem era no início dos quadrinhos, ele descreveu: "Peter é um prodígio científico. Se você olhar para trás, para os quadrinhos antigos de Stan Lee e Steve Ditko, ele era um nerd com óculos enormes". Ele explica que "a ideia sobre o que é um nerd mudou nesses 40 ou 50 anos. Nerds estão administrando o mundo. Andrew Garfield esteve em um filme [A Rede Social] sobre isso". Webb explicou. "O que havia de mais importante nos quadrinhos antigos era a noção de que Peter Parker era um excluído, como definimos isso num contexto contemporâneo". Numa entrevista para a SFX, Garfield comparou o humor de seu Homem-Aranha como uma metáfora para os trolls da internet: "Você sente o poder disso, de não ser visto, o poder da máscara. Peter se torna debochado quando tem essa camada protetora. É como se ele estivesse num fórum da internet. Ele tem a anonimidade da internet dentro daquele uniforme, e pode dizer qualquer coisa que quiser, e se safar de qualquer coisa." Garfield também tentou explorar Peter Parker como um órfão, que ele vê como "os seres humanos mais fortes do planeta". Garfield descreveu o herói que representa como "um herói humano que passa por todas as dificuldades que nós já passamos, especialmente os mais fracos, que queriam ter mais poder do que sentem que têm". Ele acredita que representa "um personagem muito inspirador e aspiracional que simboliza o bem — e o quanto é difícil ser bom — mas também o quanto vale a pena".[carece de fontes?]
Stone descreveu sua personagem como "uma garotinha do papai", que é muito responsável e muito protetora de sua família, assim como uma amante da ciência. Emma Stone diz que sua personagem "oferece ao Parker um mundo de estabilidade, de uma unidade familiar que não é marcada pela perda dos pais e, além de uma atração física, os dois também formam uma ligação intelectual por conta de seu amor mútuo pela ciência."[carece de fontes?] Ela explica que sua personagem "está presa entre [seu pai] o Capitão e Peter Parker e o Homem-Aranha, que têm diferentes visões sobre encontrar justiça em suas vidas", o que ela achou um elemento interessante de explorar.
Webb explica por que o Lagarto era a melhor escolha para o vilão do filme: "Ele é a personificação do tema do filme, que é que todos nós temos alguma coisa faltando. Ele não tem um braço. Peter não tem pais, e preenche esse vazio com o Homem-Aranha". O produtor Avi Arad tem a mesma visão, explicando que "Peter não tem os pais, Connors não tem o braço. Por um lado, emocionalmente, é um problema bastante semelhante. É um conto de advertência. E eles têm sempre os melhores vilões. O ator Rhys Ifans descreveu o personagem que represente não como um vilão essencialmente maligno, mas como um personagem falho, similar a Dr. Jekyll e Mr. Hyde. "Curt Connors não é de forma alguma um vilão malévolo", afirmou Ifans. "Ele não é como os vilões do Batman, como o Coringa, que são a personificação do mal. Curtis Connors é um grande homem que faz uma decisão ruim. Essa é a mágica do Homem-Aranha. Essas pessoas são a personificação dos nossos defeitos e dos nossos desejos que levam à tragédia". Ifans descreveu Curt como uma boa pessoa durante toda a vida: "Ele é um geneticista que quer ajudar pessoas, como ele, sem membros. Em sua avidez para desenvolver essa ciência, ele comete um erro e isso é uma coisa que vemos acontecer o tempo todo, algumas vezes para o nosso bem, às vezes para o mal. Ele é um homem quebrado que quer se consertar".

## Produção

### Desenvolvimento
Avi Arad explicou numa entrevista que Sam Raimi percebeu que ninguém se sentia bem sobre a história de Homem-Aranha 4, e que eles não acreditavam ter nenhuma boa razão para fazer outra continuação. A trilogia já havia completado a história de origem do Homem-Aranha, o que fez com que os produtores pensassem fortemente num novo filme que começasse do zero. Enquanto ainda trabalhando na sequência cancelada, eles começaram a pensar em uma história diferente: "Nós sabíamos que algo de diferente estava vindo, tínhamos algo novo para uma história muito única", afirmou Arad. Matt Tolmach explicou que eles tentaram criar uma história diferente, mas com as mesmas pessoas, explicando que eles queriam contar a história de Peter Parker como um garoto que se torna um homem. Trabalhar com as mesmas pessoas não funcionou; Sam Raimi e o elenco original se retiraram porque Raimi achou que "não poderia cumprir o prazo de lançamento sem comprometer a integridade criativa do filme". Simultaneamente ao cancelamento de Homem-Aranha 4, a Sony anunciou que a franquia seria reiniciada com novo diretor e elenco, focando na descoberta dos poderes por Peter. Avi Arad, Laura Ziskin e Matt Tolmach, que estiveram envolvidos com a franquia desde o início, continuaram como produtores do filme. A Sony confirmou que o roteirista de Zodíaco, James Vanderbilt, seria o responsável pelo roteiro do novo filme. O roteiro de Vanderbilt foi chamado de "forte, contemporâneo" pela Entertainment Weekly, que referenciou o Batman Begins (2005) de Christopher Nolan no sentido de que este também reinventou o tom de sua série cinematográfica. Alvin Sargent foi contratado para retocar o script. Ainda na pré-produção, Steve Kloves, roteirista conhecido por seu trabalho na adaptação de Harry Potter para o cinema, e que tinha originalmente recusado a oportunidade de escrever o reboot, decidiu aceitar participar da revisão do script. Kloves se concentrou em caracterização e diálogo, com foco em Gwen Stacy e, em menor escala, em Peter Parker.
Webb, cujo filme anterior (500) Days of Summer foi seu primeiro como diretor, foi confirmado como diretor do reboot. Amy Pascal e Matt Tolmach acharam que a chave para sua busca de um novo diretor foi identificar cineastas que pudessem dar um foco afiado à vida de Peter Parker e eles decidiram que Webb era o diretor perfeito para tal. Webb comentou que estava a princípio hesitante em dirigir o filme, mas então pensou "Como eu posso fugir disso? Que grande oportunidade! Que personagem cinematográfico seria melhor do que o Aranha?" Ele afirmou que era algo que ele achava "muito atraente" e que "não poderia perder a oportunidade". Webb comentou sobre comparações entre seu trabalho e o de Sam Raimi como diretor de um filme do Homem-Aranha: "A versão virtuosa de Sam Raimi é um precedente intimidador para dar sequência e seguir em frente. Os três primeiros filmes são amados por um bom motivo. Mas eu acho que a mitologia do Homem-Aranha transcende não só gerações, mas diretores também. Eu não estou entrando para "ocupar o lugar" de Sam. Isso seria impossível. Para não dizer arrogante. Estou aqui porque há uma oportunidade para ideias e histórias que vão adicionar uma nova dimensão, profundidade e voz criativa para o Homem-Aranha". Ele adicionou que tem um "profundo respeto por Sam e Tobey e todos os filmes que eles fizeram", mas que está "tentando alcançar algo diferente". Webb comenta que é diferente de Harry Potter, que tem um número restrito de livros como todo o cânone, e mais parecido com James Bond, porque "tem tanto material em Homem-Aranha que tem histórias demais para contar, personagens demais". Ele descreveu que o filme "não é um remake", explicando que "não estamos fazendo o filme de Sam novamente. É um universo diferente e uma história diferente com personagens diferentes".
Foi noticiado em abril de 2012 que, no Festival de Filme de Tribeca, Paul Feig, diretor do filme Bridesmaids e criador da série de televisão Freaks and Geeks, comentou que estava envolvido com uma das roteirizações das cenas de escola do filme.

### Escolha do elenco
Em maio de 2010, o The Hollywood Reporter disse que os atores que se encontraram com o diretor Marc Webb e estavam sendo considerados para o papel principal incluíam Alden Ehrenreich, Andrew Garfield, Grant Gustin, Frank Dillane, Jamie Bell e Josh Hutcherson, e, em junho de 2010, o Los Angeles Time noticiou que a lista incluía Aaron Jonhson e Anton Yelchin. Pelo menos Bell, Ehrenreich, Garfield, Gustin, Yelchin,Logan Lerman e Michael Angarano fizeram testes para o personagem. Em 1º de julho de 2010, foi confirmado que o papel seria de Garfield.

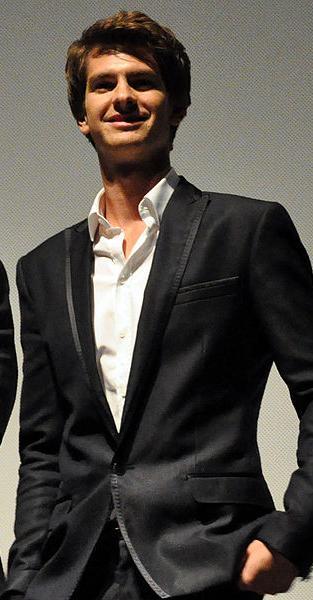
Andrew Garfield.

A Sony então fez testes para o papel do jovem Peter Parker, buscando alguém que lembrasse Garfield fisicamente. Webb disse: "Eu penso que nós já vimos a origem do Homem-Aranha antes, mas não a origem de Peter Parker". Webb acha que quando se tenta construir o filme, é preciso construir o protagonista também. É por isso que ele quer apresentar Peter Parker como uma criança.
Foi noticiado originalmente que o filme apresentaria tanto Mary Jane Watson quanto Gwen Stacy como interesses românticos, mas o site The Wrap anunciou mais tarde que apenas Gwen estaria no filme, Mary Jane apareceu em cenas deletadas de Rise of Electro interpretada por Shailene Woodley. Em agosto de 2010, a lista de atrizes cotadas para representar o par romântico incluía Imogen Poots, Ophelia Lovibond e Lily Collins, com Teresa Palmer, Mary Elizabeth Winstead e Emma Roberts citadas pelo The Hollywood Reporter como "potencialmente na mistura". Em setembro de 2010, a Variety noticiou que a lista incluía Emma Stone e Mia Wasikowska. Também foi noticiado que Dianna Agron, Georgina Haig e Dominique McElligott estavam entre as atrizes cogitadas. Em 5 de outubro de 2010, foi confirmado que o papel de Gwen Stacy seria de Emma Stone. Webb comentou que a química entre Emma e Garfield foi o que a fez a escolha natural para o papel.
Em 11 de outubro de 2010, Rhys Ifans foi confirmado como o vilão não identificado do filme, e, em 13 de outubro, foi noticiado que o personagem de Ifans seria o Dr. Curt Connors, o Lagarto. O produtor Avi Arad admitiu para a Empire que o Lagarto é seu vilão favorito do Homem-Aranha, que sempre quis que o Lagarto fosse o antagonista de um filme e que foi como um sonho realizado quando ele foi o vilão escolhido.[carece de fontes?] Muito antes do vilão ser adicionado ao roteiro, Arad já tinha desenhos conceituais preparados para o caso de o Lagarto ser selecionado.[carece de fontes?]
Em novembro de 2011, foi dito que Martin Sheen viveria o tio Ben, enquanto Sally Field estava em negociações para representar a tia May.[carece de fontes?] Também em novembro, foi noticiado que o ator Denis Leary de Rescue Me se juntava ao elenco como o Capitão George Stacy.[carece de fontes?] Em dezembro de 2011, foi noticiado que Campbell Scott e Julianne Nicholson representariam os pais de Peter, enquanto Irrfan Khan faria o vilão dos quadrinhos chamado Van Adder — entretanto, o nome de seu personagem foi revelado mais tarde ser Dr. Ratha. Embeth Davidtz mais tarde substituiria Julianne Nicholson no papel da mãe de Peter.

### Efeito
A empresa 3ality Technica com sede em Burbank, Califórnia, disponiblizou os equipamentos. O filme foi relatado para ser o primeiro a adotar o equipamento TS-5 uma câmera portátil que filma em 3D e é sem fios. 3ality Technica ajudou a tornar possível para evitar a conversão de 2D para 3D. O diretor Marc Webb disse que "Queria uma nova experiencia para esse novo filme dele, pois estamos filmando já em 3D sem conversão de 2D para 3D, pois queremos algo fascinante --- de modo em que você possa sentir como Peter Parker se sente, quando ele está vestido de Homem Aranha e está pulando sobre edifícios e ruas. Este foi o primeiro filme com a técnica da empresa 3ality e Marc Webb não queria filmar em 2D para depois converter, Webb disse: "Fica muito desajeitado como tinha visto em outros filmes que foram apenas convertidos".
Uma equipe inteira foi dedicada a fazer o Lagarto mais realista. Eles começaram a pensar sobre a biologia do lagarto e como seus músculos iriam funcionar. Um grande homem conhecido como "Big John" (Tradução: Grande João) ficou como o personagem durante as filmagens, realizando uma grande parte das interações entre os personagens do longa. Um lagarto gerado no computador substituiu "Big John" na pós-produção.

### Música
A trilha sonora foi produzida pela Sony Classical Records, composta por James Horner. O filme também apresenta músicas de Coldplay. Em maio de 2012, a Sony Classical revelou detalhes sobre a trilha sonora, que foi lançada em 3 de julho de 2012.

#### Lista de faixas
| N.º            | Título                                   | Compositor     | Duração |  |
| 1.             | "Main Title – Young Peter"               | James Horner   | 4:54    |  |
| 2.             | "Becoming Spider-Man"                    | James Horner   | 4:16    |  |
| 3.             | "Playing Basketball"                     | James Horner   | 1:22    |  |
| 4.             | Sem título                               | James Horner   | 2:07    |  |
| 5.             | "The Briefcase"                          | James Horner   | 3:14    |  |
| 6.             | "The Spider Room – Rumble in the Subway" | James Horner   |         |  |
| 7.             | "Secrets"                                | James Horner   | 2:30    |  |
| 8.             | "The Equation"                           | James Horner   |         |  |
| 9.             | "The Ganali Device"                      | James Horner   | 2:28    |  |
| 10.            | "Ben's Death"                            | James Horner   | 5:41    |  |
| 11.            | "Metamorphosis"                          | James Horner   | 3:04    |  |
| 12.            | "Rooftop Kiss"                           | James Horner   | 2:34    |  |
| 13.            | "The Bridge"                             | James Horner   | 5:15    |  |
| 14.            | "Peter's Suspicions"                     | James Horner   | 3:01    |  |
| 15.            | "Making a Silk Trap"                     | James Horner   | 2:52    |  |
| 16.            | "Lizard at School!"                      | James Horner   | 2:57    |  |
| 17.            | "Saving New York"                        | James Horner   | 7:52    |  |
| 18.            | "Oscorp Tower"                           | James Horner   | 3:22    |  |
| 19.            | "I Can't See You Anymore"                | James Horner   | 6:50    |  |
| 20.            | "Promises – End Titles"                  | James Horner   | 4:52    |  |
| Duração total: | Duração total:                           | Duração total: | 1:16:53 |  |

## Lançamento

### Recepção da crítica
O filme obteve uma média de 74% de aprovação no Rotten Tomatoes, que se baseou em 241 resenhas recolhidas, das quais 178 foram consideradas positivas e 63, negativas. Segundo o agregador, o consenso é que "um elenco bem escolhido e uma direção com boa mão permitem que The Amazing Spider-Man impressione, apesar de revisitar os mesmos pontos  de enredo do filme Homem-Aranha de 2002". Por comparação, o Metacritic calculou uma média de 66% de aprovação, baseado em 42 resenhas.
Jordan Mintzer do The Hollywood Reporter sentiu que o filme trouxe um resultado satisfatório como reboot de uma das franquias mais bem-sucedidas da Marvel Comics, explicando que Marc Webb dirigiu como um toque emocional e vários pontos de comédia, além de providenciar uma representação mais sombria do super-herói e um romance mais forte do que na série de filmes original. Boyd Van Hoeija, da Variety, descreveu o filme como "na sua maioria suave, interessante e com uma emocional recombinação de elementos novos e conhecidos". Ele disse que Andrew interpreta um herói que atrai atenção porque "seus problemas envolvem pessoas reais - vidas reais". No Associated Press, Christy Lemire afirmou que Garfield interpreta um excluído arrogante e incompreendido que age como um rebelde antes de sua transformação, o que dá ao filme "agitação, energia ousada e uma bem-vinda sensação de perigo". Ela concluiu que Marc Webb é um tipo de diretor diferente de Sam Raimi, dizendo que, enquanto falta ao conjunto de Marc a imaginação do diretor original, ele transmite "verdade emocional" e um "penetrante senso de humanidade".

### Bilheteria
The Amazing Spider-Man arrecadou 260 005 361 dólares nos Estados Unidos e Canadá e 475 300 000 dólares nos demais países até 2 de setembro de 2012, um total de 734 875 000 dólares.
Na América do Norte, o filme arrecadou um valor estimado em 7,5 milhões de dólares em sessões à meia-noite de 3 150 locais, incluindo 1,2 milhão de dólares de 300 IMAX. No seu primeiro dia, uma terça-feira que antecedeu um feriado, ele ultrapassou a bilheteria de terça-feira do filme Transformers (27,9 milhões de dólares) com 35 milhões de dólares e obteve o record de melhor arrecadação nesse dia da semana. No dia seguinte, a arrecadação caiu em 33,4% para 23,3 milhões de dólares - a segunda maior bilheteria que não era de estreia em uma quarta-feira. Durante os três dias do final de semana, o reboot ganhou 62 milhões de dólares, levando a receita de seis dias do filme para 137 milhões de dólares. Comparado com outros lançamentos próximos a 4 de julho, essa bilheteria ficou atrás de Transformers e Homem-Aranha 2, com 155,4 e 180,1 milhões de dólares, respectivamente.
Nos outros países, o filme angariou 51,1 milhões de dólares em seus primeiros cinco dias em treze mercados, com fortes aberturas,em países da Ásia. Na Índia, obteve 6 milhões de dólares, a maior abertura para um filme de Hollywood. Ele estreou na primeira colocação em mais de 30 países.

## Sequência
Uma sequência foi lançada em 2014, intitulada The Amazing Spider-Man 2: Rise of Electro, o filme foi recebido com críticas mistas e lucrou menos que seu antecessor. Em 2015, a Sony Pictures fez um acordo com a Marvel Studios, rebootando a série de filmes The Amazing Spider-Man, introduzindo Tom Holland como Peter Parker no Universo Cinematográfico Marvel em Captain America: Civil War (2016). Uma trilogia em torno de Peter Parker no MCU foi feita, com a aparição rápida de Andrew Garfield e Tobey Maguire, ambos como Homem-Aranha, em Spider-Man: No Way Home (2021).